# 左右手
《左右手》是香港歌手張國榮於1999年推出的歌曲，葉良俊作曲，林夕填詞，Gary Tong編曲，張國榮和Alvin Leong監製；無綫電視音樂特輯《左右情緣》使用曲，收錄於同年的專輯《陪你倒數》內，國語版為林秋離填詞的《全世界只想你來愛我》。
坊間多解讀為張國榮自白性取向之作，引起熱議。歌曲受傳媒熱播，除了取得四台冠軍歌之外，更取得以播放率計算的叱咤十大「至尊歌曲」，即是商業電台該年播放率最高的歌曲。不少人認為張國榮復出樂壇後，發展一直未如理想，但推出《左右手》後立即把他推至另一個巔峰。

## 簡介
由於男左女右的傳統習慣，歌詞說主人翁「戀上左手」而「討厭右手」，加上當時張國榮和其口中「生命中最重要的人，僅次於媽媽」唐鶴德的關係備受注目，坊間多解讀其為張國榮自白性取向之作，及後連林夕的性取向也受到懷疑。
關於歌詞的創作，張國榮和林夕都表示雙方沒商討過；而據精選輯《林夕字傳》內林若寧的眉批，歌詞靈感源於林夕「自身對牽手分手的肌膚敏感」。張國榮逝世後，林夕說這純綷是一首情歌，沒有隱喻性取向的成份，反而《我》一曲才是張國榮的出櫃之歌。

## 音樂錄影帶
製作費達一百萬港元，導演黃岳泰，女主角為新人梁敏儀，主要在水底拍攝。

## 評價
專欄作者楊騏認為此曲無論在曲式結構、編曲（弦樂混合電子樂）、音域上都屬於大眾的流行樂配置，並讚揚張國榮內斂的演繹唱出了「看似平常的外衣之下卻又潛藏着劇烈的內心掙扎與情感跌宕」。

## 獎項
- 1999年度叱咤樂壇流行榜頒獎典禮：叱咤樂壇至尊歌曲大獎
- 1999年度新城勁爆頒獎禮：新城勁爆年度歌曲大獎、金曲銀禧榮譽大獎
- 第23屆十大中文金曲頒獎音樂會：十大金曲獎

## 流行榜成績
| 903專業推介 | RTHK龍虎榜 | 新城勁爆997 | TVB勁歌金榜 |
| ----------- | ---------- | ----------- | ----------- |
| 1           | 1          | 1*          | 1           |

- 註: *代表兩週冠軍

## 軼事
2015年3月，歌手陳潔儀在《我是歌手3》翻唱此曲，另一名參賽者孫楠評論道此曲當年剛推出時並不熱門，是因為其他人的翻唱才流行，結果引發爭議。

## 其他版本
| 年份 | 歌手   | 出處                                      |
| ---- | ------ | ----------------------------------------- |
| 1999 | 張國榮 | 《陪你倒數》AVCD：調亂左右版              |
| 2000 | 張國榮 | EP《Untitled》：左右手Acoustic Mix        |
| 2007 | 李克勤 | 精選輯《No.1 Hit》                        |
| 2008 | 陳慧嫻 | 《活出生命II演唱會》                      |
| 2011 | 陳潔儀 | 翻唱專輯《重譯》                          |
| 2012 | 劉美君 | 張國榮致敬專輯《ReImagine Leslie Cheung》 |
| 2015 | 陳潔儀 | 歌唱真人秀節目《我是歌手 (第三季)》       |